# Boykandul
Boykandul är en ort i Azerbajdzjan.   Den ligger i distriktet Lerik Rayonu, i den södra delen av landet, 210 km sydväst om huvudstaden Baku. Boykandul ligger 609 meter över havet och antalet invånare är 226.
Terrängen runt Boykandul är kuperad. Närmaste större samhälle är Lerik, 12,4 km söder om Boykandul. 
Trakten runt Boykandul består till största delen av jordbruksmark. Runt Boykandul är det ganska tätbefolkat, med 60 invånare per kvadratkilometer.